# Jens Glücklich
Jens Glücklich (né le 10 juillet 1966 à Cottbus) est un coureur cycliste allemand. Spécialiste du kilomètre, il a été deux fois champion du monde de cette discipline, en 1985 et 1989.

## Palmarès

### Championnats du monde
- 1984
  -  Champion du monde du kilomètre juniors
  -  Médaillé de bronze de la vitesse juniors
- Bassano del Grappa 1985
  -  Champion du monde du kilomètre
- Colorado Springs 1986
  -  Médaillé de bronze du kilomètre
- Vienne 1987
  -  Médaillé d'argent du kilomètre
- Lyon 1989
  -  Champion du monde du kilomètre
- Maebashi 1990
  -  Médaillé de bronze du kilomètre
- Stuttgart 1991
  -  Médaillé d'argent du kilomètre
- Hamar 1993
  -  Médaillé de bronze du kilomètre
- Palerme 1994
  -  Médaillé d'argent du tandem

### Championnats nationaux
- Champion d'Allemagne de l'Est du kilomètre en 1987 et 1989